# Марк Аврелій Клеандр
Марк Авре́лій Клеа́ндр, іноді Клеандр (грец. Κλέανδρος, лат. Cleander, рік народження невідомий — 190) — фригієць, улюбленець імператора Коммода.

## Життєпис
Раб, пізніше вільновідпущеник. Його Коммод зробив префектом преторія. Користуючись своїм винятковим положенням, проводив за гроші вільновідпущеників у сенат, продавав всі посади і настроїв проти себе народ. У 190 році спалахнуло повстання і Коммод, для заспокоєння черні, наказав відрубати своєму улюбленцеві голову.